# 의성 김씨 운암 종택
의성 김씨 운암종택(義城 金氏 雲岩宗宅)은 경상북도 안동시 임하면 신덕리에 있는 종택이다. 1984년 12월 29일 경상북도의 민속문화재 제50호로 지정되었다.

## 개요
청계 김진 선생의 셋째 아들 운암 김명일(1534∼1570)의 종가집이다. 건물에 적힌 기록에 따르면 조선 영조 30년(1754)에 지은 것으로 추정된다.
안채, 사랑채 등으로 구성되어 있으며 안채와 사랑채가 서로 붙어 있는 형식이다. 안채는 앞면 6칸·옆면 6칸 크기에 ㅁ자형 평면을 갖추고 있다. 지붕은 옆면에서 볼 때 사람 인(人)자 모양을 한 맞배지붕이고, 가운데 대청을 중심으로 왼쪽에 웃방·안방 등을 배치하였다. 오른쪽에는 건넌방이 있어야 할 자리에 마루를 깔고 고방을 만들었는데 보기 드문 예이다.
사랑채는 앞면 3칸·옆면 2칸 반 크기에 방과 마루를 꾸미고 툇마루에 난간을 둘렀다. 지붕은 옆면에서 볼 때 여덟 팔(八)자 모양을 한 팔작지붕으로 꾸몄다.
안채는 전통 양식의 틀을 벗어나 실용성을 강조한 평면구성을 보이고 있어, 이 지방 전통 가옥과 생활양식을 비교·연구하는데 좋은 자료가 되고 있다.

## 지정 목록
| 번호   | 사진 | 명칭            | 소재지                          | 관리자 (단체) | 지정일                | 참조 |
| 50-1호 |      | 안채 (안채)     | 경북 안동시 임하면 신덕리 669-3 | .             | 1984년 12월 29일 지정 |      |
| 50-2호 |      | 사랑채 (사랑채) | 경북 안동시 임하면 신덕리 669-3 | .             | 1984년 12월 29일 지정 |      |

## 참고 자료
- 의성 김씨 운암종택 - 국가유산청 국가유산포털